# Oliveira do Bairro (freguesia)
A Freguesia de Oliveira do Bairro é uma freguesia portuguesa do Município de Oliveira do Bairro, com 23,28 km² de área e 6385 habitantes (censo de 2021), tendo, por isso, uma densidade populacional de 274,3 hab./km².

## Demografia
A população registada nos censos foi:
| Distribuição da População por Grupos Etários | Distribuição da População por Grupos Etários | Distribuição da População por Grupos Etários | Distribuição da População por Grupos Etários | Distribuição da População por Grupos Etários |
| -------------------------------------------- | -------------------------------------------- | -------------------------------------------- | -------------------------------------------- | -------------------------------------------- |
| Ano                                          | 0-14 Anos                                    | 15-24 Anos                                   | 25-64 Anos                                   | > 65 Anos                                    |
| 2001                                         | 982                                          | 841                                          | 3022                                         | 886                                          |
| 2011                                         | 975                                          | 685                                          | 3504                                         | 1086                                         |
| 2021                                         | 920                                          | 655                                          | 3479                                         | 1331                                         |

## Património
- Antiga Casa da Câmara de Oliveira do Barro e Cadeia
- Capelas de Nossa Senhora dos Aflitos, de São Sebastião, de Nossa Senhora da Purificação, da Senhora da Boa Sorte, de São João, de Santo Estêvão, de Nossa Senhora da Saúde, de Nossa Senhora dos Milagres, do Santo Nome de Jesus e de Nossa Senhora da Alumieira
- Casa nobre em frente da igreja
- Casa antiga na saída sul de Oliveira do Bairro
- Busto do padre Acúrcio C. da Silva